# Directeur général des élections du Québec
Pour les articles homonymes, voir DGE.
 (février 2024).
Le directeur général des élections du Québec (souvent appelé DGE ou DGEQ) est la personne qui administre le système électoral et référendaire dans la province de Québec (Canada). Il est nommé par les deux tiers des députés de l'Assemblée nationale du Québec et en relève directement. Il chapeaute et supervise les travaux d’Élections Québec, qui l'aide à réaliser ses fonctions. 
Le DGE est Jean-François Blanchet depuis le 16 janvier 2023. La durée régulière du mandat d'un DGE est de sept ans. La Loi électorale prévoit qu’il demeure en fonction jusqu’à ce que l’Assemblée nationale le renomme ou désigne une nouvelle personne. Il est aussi le président de la Commission de la représentation électorale.

## Mandats opérationnels et logistiques des élections

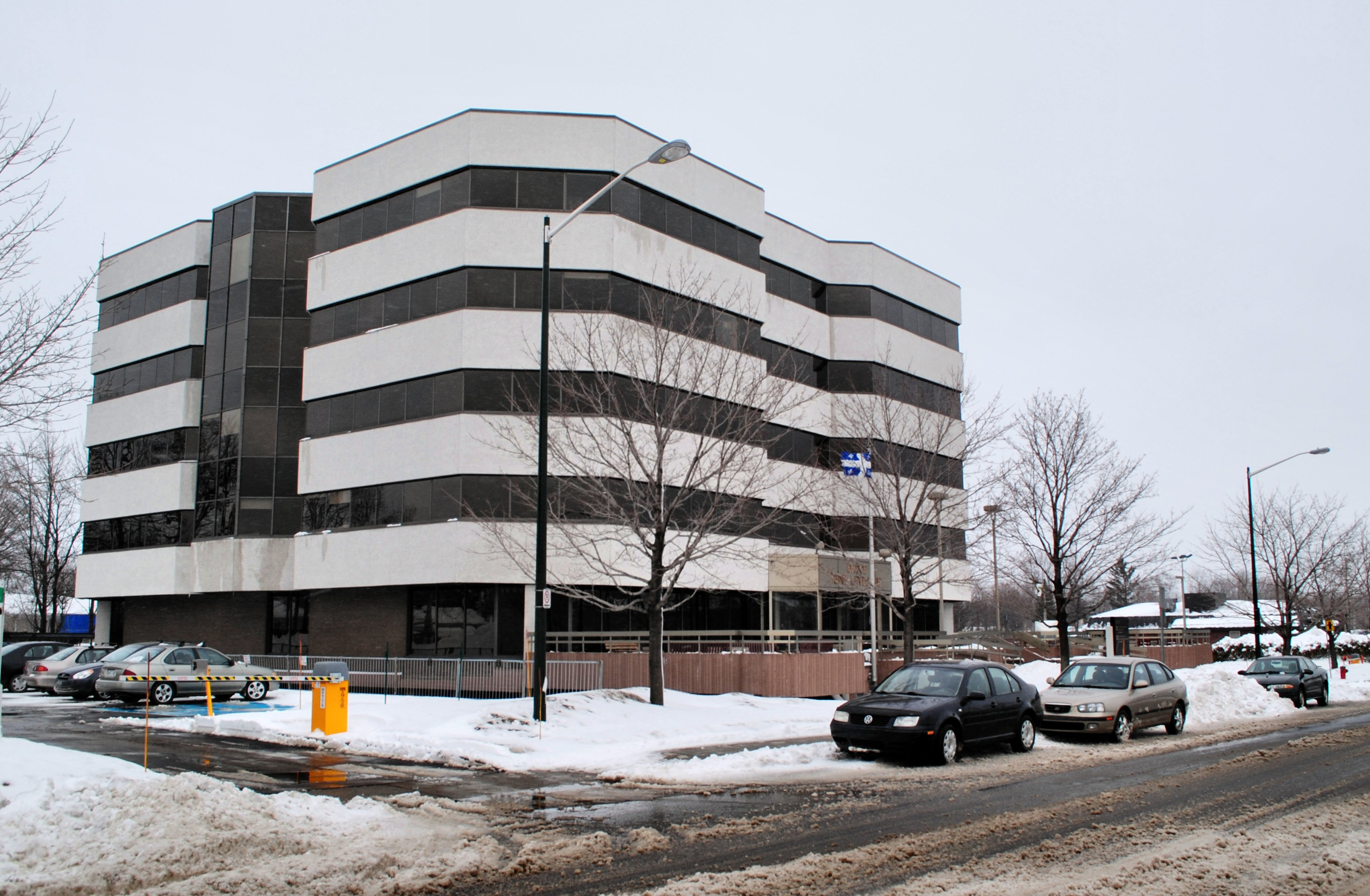
Édifice René-Lévesque, à Québec, siège social du Directeur général des élections du Québec jusqu'en décembre 2021

### Élections et consultations
Le directeur général des élections a pour mandat d'appliquer la Loi électorale du Québec et la Loi sur la consultation populaire, notamment en ce qui concerne l'administration des élections générales provinciales. Il doit garder à jour la liste électorale permanente. 

### Registre et finance des partis
Il contrôle également le financement et l'enregistrement des partis politiques québécois ainsi que les dépenses électorales lors des scrutins. Tous les partis, candidats et dans certains cas les candidats indépendants participant aux élections doit être enregistré par le DGE, qui les autorise à lever des fonds et faire des dépenses électorales.

### Circonscription
Le DGE est également président de la Commission de la représentation électorale (CRE) qui fixe les limites des circonscriptions électorales et fait les réajustements nécessaires pour assurer la représentation la plus égale possible des électeurs. En tant qu'institution, le DGEQ fournit le personnel et l'assistance technique nécessaire aux travaux de la Commission ; la personne occupant le poste de directeur général des élections est aussi président de la Commission de la représentation électorale.

### Municipal
Le DGE est également responsable dans une moindre mesure des élections municipales. Il ne les administre pas directement, mais il fournit la formation et l'assistance nécessaire aux présidents d'élection municipale et commissions scolaires qui en font la demande.

### Enquêtes et poursuites
Le DGE a le pouvoir d'enquêter et d'intenter des poursuites dans le cas de violations de la Loi électorale ou de la Loi sur la consultation populaire. Il peut le faire à la demande d'un plaignant ou de sa propre initiative.

## Mandat éducative
L'institution doit se consacrer aussi à l’éducation politique, aux campagnes incitant les citoyens à voter et à l’amélioration de la démocratie.